# Валерій Блінов (кінооператор)
Валерій Блінов (ест. Valeri Blinov; 12 серпня 1947, Таллінн, Естонська РСР, СРСР) — радянський і естонський оператор-постановник, сценарист, режисер

## Біографічні відомості
Народився у м. Таллінн. З раннього дитинства захоплювався фотографією. Навчався в будівельно-механічному технікумі. 
У 1977 році закінчив Всесоюзний державний інститут кінематографії за фахом оператор (під кер. Л. Косматова і В. Гінзбурга) і Вищі курси сценаристів і режисерів в Москві (1979). Працював на кіностудії «Талліннфільм».
У 1983 році на Одеській кіностудіі зняв знамениту картину реж. Петра Тодоровського «Військово-польовий роман». Фільм отримав ряд кінопремій, а також був номінований на Премію «Оскар» Американської академії кіномистецтва за «Найкращий фільм іноземною мовою». 
У 1989 році в якості режисера-постановника і співсценариста поставив на студії «Талліннфільм» (за сприяння Мосфільмівської студії «Дебют») короткометражний фільм «Навиворіт» / ест. «Pahupidi» — екранізацію оповідання Михайла Веллера рос. «А вот те шиш». 
Зняв близько 80 документальних фільмів, учасник знімальних груп 21 ігрового фільму. 
Член Спілок кінематографістів Естонії та РФ. 

## Фільмографія
- «Зимова відпустка» /ест. «Naine kütab sauna» (1978, 2-й оператор, Талліннфільм)

Оператор-постановник:
- ест. «Toompea» (1983, документальний, Eesti Telefilm)
- «Птахи на снігу» (1977, короткометражний, Білорусьфільм)
- ест. «Kutsumus» (1980, документальний, Талліннфільм)
- «Загибель 31 відділу» /ест. «31. osakonna hukk»  (1980, реж. Peeter Urbla, Талліннфільм)
- «У себе вдома» (1980, документальний)
- «Жертва науки» /ест. «Teaduse ohver» (1981, т/ф, реж. Valentin Kuik, Талліннфільм)
- «Горобинові ворота» /ест. «Pihlakaväravad» (1981, реж. Veljo Käsper, Талліннфільм)
- «Військово-польовий роман» (1983, реж. Петро Тодоровський, Одеська кіностудія)
- ест. «Olümpiaeelsed portreed» (1983, документальний, у співавт., Талліннфільм)
- «Дві пари і самотність» /ест. «Kaks paari ja uksindus» (1984, т/ф, реж. Tõnis Kask, Талліннфільм)
- «Підсудний» (1985, реж. Йосип Хейфиц, Ленфільм)
- «Фламінго приносить щастя» / ест. «Õnnelind flamingo» (1986, реж. Tõnis Kask, Талліннфільм)
- «Русалочі мілини»/ ест. «Näkimadalad» (1988, т/с, у співавт., реж. Олав Неуланд, Талліннфільм)
- ест. «Hiina müüri ääres» (1988, документальний, Талліннфільм)
- ест. «Aegade side» (1988, документальний, Талліннфільм)
- «Навиворіт» / ест. «Pahupidi» (1989, к/м, Талліннфільм)
- «Осінь» / ест. «Sügis» (1990, реж. Арво Круусемент, Талліннфільм)
- «Регіна» / ест. «Regina»  (1990, реж. Tõnis Kask, Талліннфільм)
- «Суфлер» / ест. «Suflöör» (1993, реж. Tõnis Kask, Талліннфільм, Естонія)
- «Граціозні мрії» / ест. «Armuunelmad » (2003, реж. Tõnu Virve, Freyja Film, Естонія) та ін.

Режисер:
- ест. «Toompea» (1983, документальний, Eesti Telefilm)
- ест. «Olümpiaeelsed portreed» (1983, документальний, у співавт., Талліннфільм)
- ест. «Hiina müüri ääres» (1988, документальний, у співавт., Талліннфільм)
- «Навиворіт» / ест. «Pahupidi» (1989, к/м, режисер-постановник; співавт. сценар.) та ін.